# Nammejaure
Nammejaure är en sjö i Arjeplogs kommun i Lappland och ingår i Skellefteälvens huvudavrinningsområde. Sjön har en area på 0,748 kvadratkilometer och ligger 622,9 meter över havet. Nammejaure ligger i Hornavan-Sädvajaure fjällurskog Natura 2000-område. Sjön avvattnas av vattendraget Blåudajåkkå.

## Delavrinningsområde
Nammejaure ingår i det delavrinningsområde (735941-158150) som SMHI kallar för Utloppet av Nammejaure. Medelhöjden är 681 meter över havet och ytan är 13,03 kvadratkilometer. Det finns inga avrinningsområden uppströms utan avrinningsområdet är högsta punkten. Blåudajåkkå som avvattnar avrinningsområdet har biflödesordning 2, vilket innebär att vattnet flödar genom totalt 2 vattendrag innan det når havet efter 299 kilometer. Avrinningsområdet består mestadels av skog (79 procent). Avrinningsområdet har 0,88 kvadratkilometer vattenytor vilket ger det en sjöprocent på 6,8 procent.